# Santa Eulalia Bajera
Santa Eulalia Bajera es un municipio de la comunidad autónoma de La Rioja (España).

## Historia
Hay pocas referencias históricas acerca de Santa Eulalia Bajera ya que durante muchos años fue aldea de Herce (encontramos, sin embargo, documentos notariales que mencionan el paraje de "Santa Eulalia de Miromnes", uno de los más antiguos, en el siglo XI). Junto a esta localidad pasó a depender del monasterio de las monjas Bernardas en el año 1246 tras la donación de Alfonso López de Haro y su esposa. Como consecuencia esta localidad pasó a ser villa de abadengo donde la abadesa del monasterio de las Bernardas nombraba el alcalde ordinario.
El inventario del marqués de la Ensenada se realizó en Herce (al que pertenecían Santa Eulalia y las dos Bergasillas) en 1752. Tenemos aquí una radiografía de la Santa Eulalia de aquella época: censo de habitantes, profesiones, edades, propiedades inmuebles, fincas...
Con la división de España en Intendencias realizada en el siglo XVIII quedó asignada a  la intendencia de Soria, hasta la división de España en provincias  de 1822 y 1833 donde quedaría en provincia de Logroño, al igual que el resto de municipios riojanos.

## Lugares de interés

### Edificios y monumentos
- Iglesia de la Virgen Blanca. Fue construida a principios del siglo XIX sobre una iglesia anterior, a cargo de Manuel Antonio Guillorme, maestro de obras de Santa Lucía de Ocón.

## Geografía humana

### Demografía
Cuenta con una población de 111 habitantes (INE 2024).
| Gráfica de evolución demográfica de Santa Eulalia Bajera entre 1857 y 2021 |
| |
| Población de derecho según los censos de población del INE Población de hecho según los censos de población del INEEntre el censo de 1857 y el anterior, aparece este municipio porque se segrega del municipio 26108 (Ocón) |

## Administración
| Periodo   | Nombre                  | Partido |
| --------- | ----------------------- | ------- |
| 1979-1983 | A. Garrido Manso        | CD      |
| 1983-1987 | Pedro Pascual de Blas   | AP      |
| 1987-1991 | Pedro Pascual de Blas   | AP      |
| 1991-1995 | Pedro Pascual de Blas   | PP      |
| 1995-1999 | Pedro Pascual de Blas   | PP      |
| 1999-2003 | Pedro Pascual de Blas   | PP      |
| 2003-2007 | Pedro Pascual de Blas   | PP      |
| 2007-2011 | Pedro Pascual de Blas   | PP      |
| 2011-2015 | Pedro Pascual de Blas   | PP      |
| 2015-2019 | Pedro Pascual de Blas   | PP      |
| 2019-2023 | José Miguel Cervel Sota | PP      |

## Fiestas
- Santa Cruz: 3 de mayo. Se realiza una comida popular con procesión y misa.
- San Isidro Labrador: 15 de mayo.